# Fruktgömme

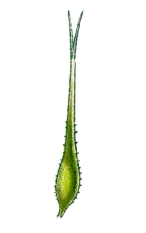
Plattat fruktgömme med långt spröt hos Carex bohemica.

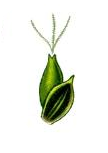
Runt fruktgömme med kort spröt hos Carex flava.

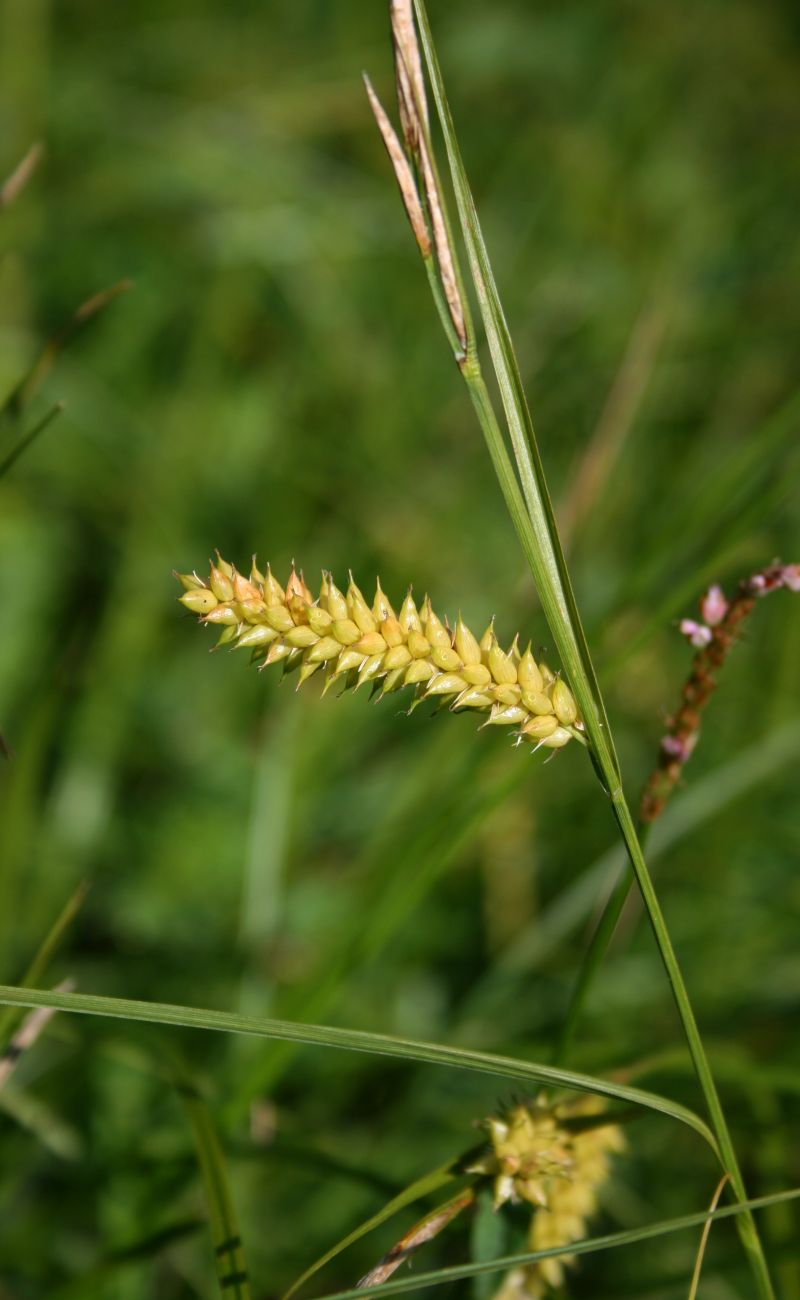
Runda fruktgömmen med långa spröt hos Carex vesicaria.

Fruktgömme är den av ett förblad formade flaskliknande bildning, vilken hos arterna i starrsläktet omsluter först honblomman och senare den nöt som denna bildar. Fruktgömmet är mycket viktigt vid artbestämningen av en starr. Den viktigaste uppdelningen är mellan starrarter med två märken på pistillen, där formen på fruktgömmet blir plattat, och mellan de med tre märken, där formen på fruktgömmet blir trekantigt till rundat.
Eftersom starr är antingen monoika (med skilda han- och honax) eller dioika (med skilda han- och honplantor) sitter alltid fruktgömmen samlade för sig, i honax, oftast helt utan några hanblommor. Några arter har ax med hälften han- och hälften honblommor. 